# Eno (Trácia)
Eno (em latim: Aenus; em grego: Αἶνος; romaniz.: Ainos/Aenos), a moderna Enez na Turquia, foi uma antiga cidade grega da Trácia situada na margem oriental do rio Hebro próximo de sua foz. Fundada c. 600−575 a.C. por colonos provenientes de Cime e outras cidades etólias da Ásia Menor, com o tempo tornar-se-ia uma rica e importante cidade comercial; segundo a tradição póstuma, foi fundada pelo herói troiano Eneias. Como a distante Abdera, prosperou graças ao comércio com os trácios que forneciam madeira, escravos, minérios de prata e outros recursos para o mercado grego.
Ca. 477 a.C., tornou-se um importante membro da Liga de Delos. Pela mesma época, sabe-se que começou a cunhar suas próprias moedas, que portavam a efígie da cabeça de Hermes, o deus do comércio. Mais adiante, permaneceu aliada de Atenas durante a Guerra do Peloponeso (431−404 a.C.) e permaneceu sob controle de Esparta com a derrota ateniense. Depois, foi sucessivamente controlada pelos poderes dominantes da região: a Macedônia, o Reino de Pérgamo e, pelos anos 100 a.C., a República Romana.
No período bizantino, de acordo com Procópio de Cesareia, o imperador Justiniano (r. 527–565) transformou os pequenos muros de Eno numa impressionante fortificação e o Sinecdemos de Hiérocles lista-a como a capital da província de Ródope. Durante os séculos VII-XI nada se sabe sobre a história da cidade, exceto que desempenhou o papel de arcebispado autônomo e que por 1032 tornou-se metrópole. Ela reaparece nas fontes em 1090, quando Aleixo I Comneno (r. 1081–1118) transforma-a em sua base para sua guerra contra os pechenegues. No século XII, novamente tornou-se um importante centro comercial, com monges do mosteiro Cosmosetira usando-a para vender azeite. Além disso, de acordo com um historiador do século XV, Eno manteve um ativo comércio com as ilhas de Imbros e Lemnos.
Dado suas poderosas fortificações, resistiu o ataque dos búlgaros e tártaros de 1265 e aquele da Companhia Catalã de 1307. De acordo com o Calcocondiles (Chalkokondyles), cerca de 1384 os habitantes de Eno convidaram um membro da família de Francisco I Gattilusio para governar a cidade e ela permaneceu uma importante colônia genovesa até a conquista turca em 1456. Em 1460, Maomé II, o Conquistador concedeu-a para Demétrio Paleólogo, o déspota da Moreia, porém em 1468 a cidade retornou ao controle turco.